# Comuna Baccealia, Căușeni
Comuna Baccealia este o comună din raionul Căușeni, Republica Moldova. Este formată din satele Baccealia (sat-reședință), Florica, Plop și Tricolici.

## Demografie
Conform datelor recensământului din 2014, comuna are o populație de 2.087 de locuitori. La recensământul din 2004 erau 1.781 de locuitori.
În comuna Baccealia au fost înregistrate 618 de gospodării casnice în anul 2014. 

## Administrație și politică
Primarul este Claudia Nenov din partea Partidului Acțiune și Solidaritate.
Componența Consiliului local Baccealia (11 consilieri), ales la 5 noiembrie 2023, este următoarea:
|  | Partid                                       | Consilieri | Componență | Componență | Componență | Componență | Componență | Componență | Componență |
|  | -------------------------------------------- | ---------- | ---------- | ---------- | ---------- | ---------- | ---------- | ---------- | ---------- |
|  | Partidul Acțiune și Solidaritate             | 7          |            |            |            |            |            |            |            |
|  | Partidul Liberal Democrat din Moldova        | 2          |            |            |            |            |            |            |            |
|  | Partidul Socialiștilor din Republica Moldova | 2          |            |            |            |            |            |            |            |